# Summertime (cântec de Beyoncé)
„Summertime” este un cântec al interpretei americane Beyoncé, realizat în colaborare cu artistul rap P. Diddy. El a fost compus pentru coloana sonoră a filmului Moștenire cu cântec, în care artista deține un rol important. Înregistrarea a fost promovată ca cel de-al doilea extras pe single al albumului omonim, succedându-i piesei „Fighting Temptation”, ce nu s-a bucurat de succesul anticipat.
Cântecul nu beneficiază de un videoclip oficial, asemeni predecestorului său, însă acesta a reușit să urce în clasamente în ciuda acestui aspect. Pentru a crește popularitatea înregistrării, a fost imprimat un remix în compania lui Ghostface Killah, care a beneficiat și el de o atenție sporită din partea posturilor de radio din Statele Unite ale Americii. Spre deosebire de alte compoziții de pe coloana sonoră, „Summertime” a fost în general ocolit de criticii muzicali de specialitate, însă, website-ul britanic The Situation a felicitat piesa, descriind-o ca fiind „dogoritoare”.
Pentru a facilita ascensiunea în clasamente, a început comercializarea unui disc de vinil. „Summertime” este singurul single de pe coloana sonoră a filmului ce intră în primele o sută e trepte ale unui clasament american, câștigând locul treizeci și cinci în Billboard Hot R&B/Hip-Hop Songs. Alte prezențe notabile au fost înregistrate în Japonia, însă pe teritoriul european, a fost depășit de predecesorul său, „Fighting Temptation”. În ciuda acestui fapt, discul a ajutat la creșterea popularității albumului de proveniență, care s-a clasat pe treapta cu numărul nouăsprezece în Billboard 200 și a câștigat un disc de aur în S.U.A..

## Informații generale
Înregistrarea a fost compusă de Mario Winans și P. Diddy și i-a fost oferită lui Knowles pentru a o imprima. Cântecul conține și porțiuni rap interpretate de P. Diddy. De asemenea, pentru a spori popularitatea piesei a fost realizat și un remix oficial în compania lui Ghostface Killah. Compoziția a fost inclusă pe coloana sonoră a filmului Moștenire cu cântec, din distribuția căruia face parte și Beyoncé, ea fiind promovată ca cel de-al doilea extras pe single al compact discului, după colaborarea solistei cu Missy Elliott, MC Lyte, și Free, „Fighting Temptation”. Înregistrarea a fost lansată atât în format digital, cât și pe discuri de vinil, cele din urmă fiind distribuite în Statele Unite ale Americii. Spre deosebire de predecesorul său, „Summertime” nu a beneficiat de un videoclip oficial.

## Structura muzicală și versuri
„Summertime” este un cântec rhythm and blues, scris într-o tonalitate majoră. Suportul vocal este oferit atât de mezzo-soprana Beyoncé Knowles și de artistul rap P.Diddy, interpretarea solistei fiind una liniștitoare și dublată prin supraînregistrare. De asemenea, pe remixul oficial, sunt incluse și porțiuni interpretate de Ghostface Killah. În cântec se folosește doar câte un acord pe spații mari și nu sunt secțiuni instrumentale prea lungi. Ritmul melodiei conține doar câteva sincope, făcând uz și de frazarea melodică repetitivă a vocii. În compoziție sunt întâlnite și elemente de natură acustică, instrumentalul fiind compus din pain și chitară. Versurile au un caracter romantic și fac referire la o relație de dragoste.

## Lansare, recenzii și percepția
Lansat ca cel de-al doilea single al coloanei sonore a filmului Moștenire cu cântec, „Summertime” a fost promovat în principal în Statele Unite ale Americii, unde a fost distribuit un disc de vinil. Materialul conține, atât versiunea de pe compact discul The Fighting Temptations, cât și remixul alături de Ghostface Killah, la care au mai fost adăugate patru versiuni alternative. În recenziile realizate materialului de proveniență, compoziția a fost în general ocolită de criticii muzicali și eclipsată de primul single al albumului. Cu toate acestea, website-ul britanic The Situation a descris cântecul ca fiind unul „dogoritor”, continuând să îl catalogheze drept „o felie de R&B molipsitor despre dragostea ce ia naștere sub soarele verii, care încheie albumul [...] la înălțime”.
La scurt timp după ce a fost trimis posturilor de radio din Statele Unite ale Americii, „Summertime” a intrat în clasamentul Billboard Hot R&B/Hip-Hop Songs. Întrucât pe teritoriul S.U.A. erau promovate concomitent versiunea de pe album și remixul oficial cu Ghostface Killah, revista Billboard a însumat numărul difuzărilor primite de cele două variante, rezultând o singură clasare, respectiv, locul treizeci și cinci. Altă prezență notabilă a fost înregistrată în ierarhia Radio & Records Airplay - Rhythmic, unde cântecul s-a clasat pe treapta cu numărul patruzeci și doi. De asemenea, „Summertime” a fost promovat și în Japonia, unde a cucerit poziția cu numărul cincizeci și unu în lista Tokio Hot 100. Compoziția s-a bucurat de mai mult succes în țara natală a interpretei decât predecesoarea sa, „Fighting Temptation”, care nu a reușit să intre în primele o sută de trepte ale ierarhiilor din S.U.A., fiind și singurul single al coloanei sonore ce obține clasări de top 40 într-un clasament Billboard. Prezențele notabile ale cântecului au sporit popularitatea materialului de proveniență, care a debutat pe locul nouăsprezece în Billboard 200 și a fost recompensat cu un disc de aur, pentru cele peste 500.000 de exemplare vândute.

## Ordinea pieselor pe disc
| \| Nr. \| Titlul \| Durată \| \| ------------------------------------- \| ---------------- \| ------ \| \| Descărcare digitală[3] \| \| \| \| 01. \| „Summertime” [A] \| 3:52 \| \| Disc de vinil distribuit în S.U.A.[2] \| \| \| \| 01. \| „Summertime” [A] \| 3:53 \| \| 02. \| „Summertime” [B] \| 3:34 \| \| 03. \| „Summertime” [C] \| 2:59 \| \| 04. \| „Summertime” [D] \| 4:04 \| \| 05. \| „Summertime” [E] \| 3:34 \| \| 06. \| „Summertime” [F] \| 3:08 \| | Specificații - A ^ Versiunea de pe albumul de proveniență, The Fighting Temptations. - B ^ Negativul versiunii de pe albumul The Fighting Temptations. - C ^ Versiunea „A Capella” (cu P.Diddy). - D ^ Remix în colaborare cu Ghostface Killah. - E ^ Negativul remixului cu Ghostface Killah. - F ^ Versiunea „A Capella” (cu Ghostface Killah). |        |
| Nr. | Titlul | Durată |
| Descărcare digitală | |        |
| 01. | „Summertime” [A] | 3:52   |
| Disc de vinil distribuit în S.U.A. | |        |
| 01. | „Summertime” [A] | 3:53   |
| 02. | „Summertime” [B] | 3:34   |
| 03. | „Summertime” [C] | 2:59   |
| 04. | „Summertime” [D] | 4:04   |
| 05. | „Summertime” [E] | 3:34   |
| 06. | „Summertime” [F] | 3:08   |

## Clasamente
| Țară (clasament)                            | Poziția maximă | Referință |
| ------------------------------------------- | -------------- | --------- |
| Japonia (Tokio Hot 100)                     | 51             | [ 10 ]    |
| S.U.A. (Radio & Records Airplay - Rhythmic) | 42             | [ 10 ]    |
| S.U.A. (Billboard Hot R&B/Hip-Hop Songs)    | 35             | [ 7 ]     |

## Personal
- Voce: Beyoncé Knowles și P.Diddy
- Textier(i): Beyoncé Knowles, Angela Beyincé, Sean Combs, Steven „Steven J.” Jordan, Adonis Shropshire, Varick „Smitty” Smith, Mario Winans
- Producător(i): Mario Winans și P. Diddy

## Versiuni oficiale
| - „Summertime” (nersiunea de pe albumul de proveniență, The Fighting Temptations) - „Summertime” (negativul versiunii de pe albumul The Fighting Temptations) - „Summertime” (versiunea „A Capella” (cu P.Diddy)) | - „Summertime” (remix în colaborare cu Ghostface Killah) - „Summertime” (negativul remixului cu Ghostface Killah) - „Summertime” (versiunea „A Capella” (cu Ghostface Killah)) - „Summertime” (fără secțiuni rap) |

## Datele lansărilor
| Țara         | Data lansării     | Casă de discuri  | Format              | Referințe |
| ------------ | ----------------- | ---------------- | ------------------- | --------- |
| Germania     | 8 septembrie 2003 | Columbia Records | descărcare digitală | [ 1 ]     |
| Franța       | 9 septembrie 2003 | Columbia Records | descărcare digitală | [ 23 ]    |
| S.U.A.       | 9 septembrie 2003 | Columbia Records | descărcare digitală | [ 3 ]     |
| Regatul Unit | 6 octombrie 2003  | Columbia Records | descărcare digitală | [ 24 ]    |
| S.U.A.       | 28 octombrie 2003 | Columbia Records | disc de vinil       | [ 15 ]    |